# Nicole Johannhanwahr
Nicole Johannhanwahr (* 19. Februar 1972 in Schwanewede) ist eine deutsche Schauspielerin.

## Leben
Nicole Johannhanwahr wuchs in Bremen auf. Von 1997 bis 2001 absolvierte sie ihre Ausbildung an der Bayerischen Theaterakademie August Everding in München. Hier begann sie ihre Theaterlaufbahn und spielte unter anderem am Metropoltheater, am Prinzregententheater und am Akademietheater. Weitere Station waren die Bregenzer Festspiele, das Grenzlandtheater Aachen, das Theaterschiff Bremen, die Komödie Dresden, das Tourneetheater Comoedia Mundi sowie in Bonn das Junge Theater und das Contra-Kreis-Theater. Am Jungen Theater war sie unter anderem in einer Bühnenfassung von Pünktchen und Anton nach Erich Kästner zu sehen, bei Comoedia Mundi als Mrs. Peachum und Lucy in der Bettleroper nach John Gay und Bertolt Brecht.
Eine ihrer ersten Film-Rollen war die der Vera Eichmann in Lars Kraumes Film Der Staat gegen Fritz Bauer. Es folgten Episodenrollen in Fernsehserien und Auftritte im Tatort sowie in zum Teil mehrfach ausgezeichneten Produktionen wie Sterne über uns oder Zum Tod meiner Mutter. Gelegentlich arbeitet sie auch für den Hörfunk.
Nicole Johannhanwahr lebt in Bonn.

## Filmografie (Auswahl)
- 2015: Mordshunger – Verbrechen und andere Delikatessen – Wilder Westen
- 2015: Der Staat gegen Fritz Bauer
- 2018: Der Lehrer – Wieso strahlst du wie’n Einhorn auf Heimaturlaub?
- 2019: Sterne über uns
- 2019: Wir sind die Welle (2 Folgen als Annette Lemmart)
- 2019: Tatort: Inferno
- 2020: Sekretärinnen – Überleben von 9 bis 5 – Die Kündigung
- 2020: In aller Freundschaft – Die jungen Ärzte (Fernsehserie, Folge Lektionen)
- 2020: Tatort: Kein Mitleid, keine Gnade
- 2020: Think Big!
- 2020: Liebe. Jetzt! – Ungelegte Eier
- 2021: Hyperland
- 2021: Ein Hauch von Amerika (2 Folgen)
- 2021: Tilo Neumann und das Universum (Fernsehserie)
- 2022: Zum Tod meiner Mutter
- 2022: Unterm Apfelbaum – Einsturzgefährdet
- 2022: Unterm Apfelbaum – Panta Rhei – Alles im Fluss
- 2023: A Thin Line – Gefangen
- 2023: Unsere wunderbaren Jahre
- 2023: Sonne und Beton
- 2023: Tatort: Der Mann, der in den Dschungel fiel
- 2023: Tatort: Pyramide
- 2024: Wilsberg: Datenleck
- 2024: So weit kommt’s noch!
- 2024: SOKO Köln (Fernsehserie, Folge Tod im Krügchen)
- 2024: In aller Freundschaft (Fernsehserie, Folge Vollgas)
- 2025: Cassandra (Fernsehserie)
- 2025: WaPo Duisburg (Fernsehserie, Folge Super Urlaub)

## Hörspiele
- 2018: Hilary Mantel: Brüder (Teil 1: Die Wiege der Revolution) – Regie: Walter Adler – WDR
- 2021: Edgar Linscheid/Stuart Kummer: Caiman Club (Staffel 3, Folge 4: Morituri) – Regie: Stuart Kummer – WDR
- 2022: Kristin Höller/Taiina Grünzig: All your desires – Regie: Susanne Krings – WDR

## Auszeichnungen
- 2000: Stipendium des Deutschen Bühnenvereins
- 2000: 2. Preis beim Lotte-Lenya-Gesangswettbewerb der Kurt Weill Foundation
- ferner Ensemble-Nominierungen für diverse Film- und Fernsehproduktionen